# Rafael Ángel Calderón Fournier
Pour les articles homonymes, voir Calderon et Fournier.
Rafael Ángel Calderón Fournier, né le 14 mars 1949 à Diriamba, est un homme d'État costaricien. Il est président de la République de 1990 à 1994.

## Biographie
Rafael Ángel Calderón Fournier est le fils de Rafael Ángel Calderón Guardia, président du Costa Rica de 1940 à 1944. La guerre civile costaricienne de 1948 force la famille à s'exiler et il naît l'année suivante au Nicaragua. Le président Mario Echandi Jiménez permet le retour des exilés et les Calderón rentrent au Costa Rica en 1958,.
Calderón s'engage en politique. Il fonde le Parti républicain caldéroniste, puis rejoint le Parti unité sociale-chrétienne. Il occupe le poste de ministre des Affaires étrangères, puis représente le PUSC lors de l'élection présidentielle de 1986. Il succède à Óscar Arias Sánchez et est élu président de la République du Costa Rica en 1990. Il applique une politique économique libérale.
Calderón est accusé d'avoir perçu des commissions sur l'achat de matériel médical, effectué en 2002 pour le compte de la sécurité sociale du Costa Rica. En octobre 2004, il est condamné à neuf mois de prison préventive. En octobre 2009, il est condamné à cinq ans de prison pour corruption. L'ancien président ne peut prendre part à l'élection présidentielle de février 2010,.